# Oh Won-bin
Oh Won-bin (* 26. März 1990) ist ein südkoreanischer Sänger, Rapper und Schauspieler.

## Leben
Nach der Seongji High School (kor. 성지고등학교) besucht er seit März 2009 die Gyeonggi Universität und belegt das Hauptfach „Digitale Musik“.
Oh Won-bin wurde als Mitglied der 2007 gegründeten K-Pop-Band F.T. Island bekannt. 2008 hatte er einen Gastauftritt in Episode 62 in der Serie „Unstoppable Marriage“ (KBS2). Anfang 2009 verließ er F.T. Island und ist seit Ende 2010 solo unterwegs. Seine Plattenfirma ist FNC Music. Nachdem er F.T. Island verlassen hatte, sang er für den Film „You’re Beautiful“ den OST mit Miss $. Am 21. Mai 2012 erschien sein japanischsprachiges Debütalbum Time To.

## Diskographie
Südkoreanische Singles:
- 11. November 2010: Saranghae Tto Saranghae (사랑해 또 사랑해), nur digital

Japanische Singles:
- 29. September 2011: to the Star

Japanische Mini-Alben:
- 14. März 2011: C’mon Girl (Platz 217, 3 Wochen)
- 21. Juni 2011: good for you (Platz 102, 1 Woche)

Japanische Alben:
- 21. Mai 2012: Time To (Platz 204, 1 Woche)

## Dramen
- Muscle Girl (TBC, 2011)
- You’ve Fallen For Me (MBC, 2011)